# 恩格温亚马

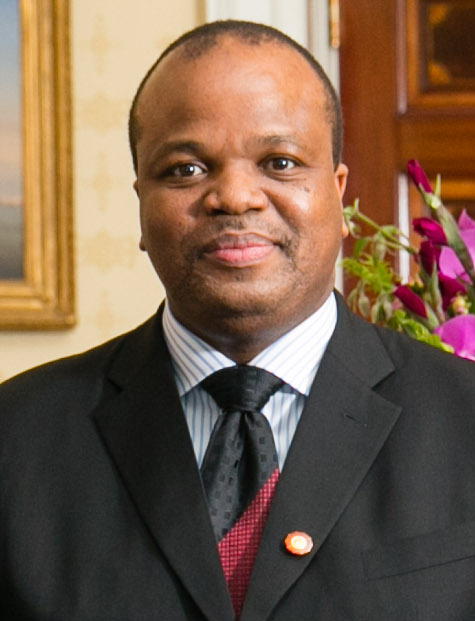
现任恩格温亚马姆斯瓦蒂三世

恩格温亚马（直译：「雄狮」，复数形式为tiNgwenyama，又作Ingwenyama、Inkosi）是斯威士兰男性君主的称号。在其他语言中，这一称号有时被翻译为“斯威士兰国王”。恩格温亚马与恩德洛沃库齐共同执政，后者是国王之母或其他地位崇高的王室女性，担任象征性的精神领袖。
现任恩格温亚马为姆斯瓦蒂三世，自1986年起执政。斯威士兰政府每年拨给恩格温亚马和王室的预算为6100万美元。